# Benjamin Latrobe

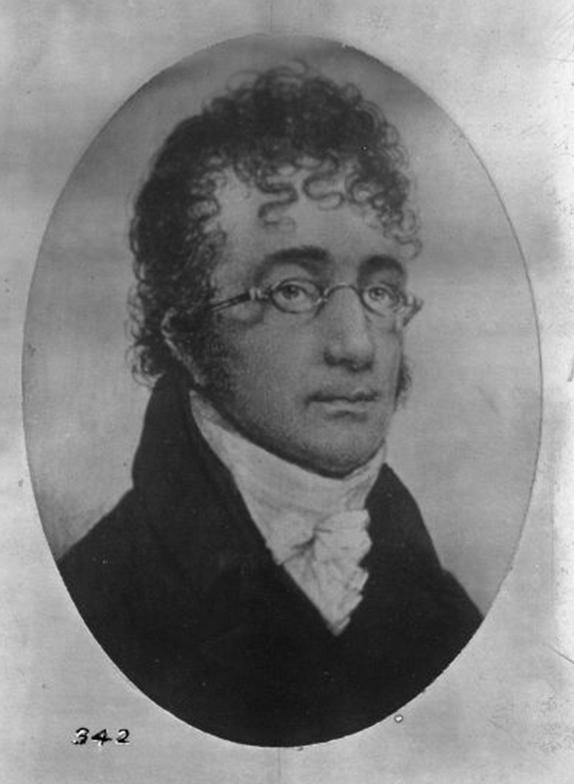
Benjamin Latrobe

Benjamin Henry Boneval Latrobe (* 1. Mai 1764 bei Fulneck, West Yorkshire; England; † 3. September 1820 in New Orleans, Louisiana) war ein US-amerikanischer Architekt. Er ist bekannt für die Konstruktion des United States Capitol.

## Biographie
Benjamin Latrobe wurde in England in der Herrnhuter-Brüdergemeine-Siedlung Fulneck geboren. Sein Vater, Reverend Benjamin Latrobe, war hugenottischer Abstammung und als einer der Leiter der Gemeinde verantwortlich für alle Schulen der Herrnhuter in Großbritannien, die dort als Moravian Schools bezeichnet werden; die Mutter Anna Margaretta, geb. Antes, war deutscher und niederländischer Abstammung. (Ein Neffe, Charles La Trobe, sollte später Lieutenant-Governor der australischen Provinz Victoria werden.) Im Alter von sieben Jahren wurde er auf die Schule der Herrnhuter Brüdergemeine in Niesky in Sachsen, geschickt. Nach Beendigung der Schule bereiste er Deutschland, diente kurzzeitig in der Preußischen Armee, machte eine kontinentale Grand Tour und kehrte er im Jahr 1784 nach England zurück, wo er eine Lehrstelle bei John Smeaton erhielt, dem Ingenieur des Leuchtturms von Eddystone, und später bei dem berühmten Architekten Charles Robert Cockerell.
In den frühen 1790er Jahren gründete er ein privates Architekturbüro, und Hammerwood Park (Link unten) in der Nähe von East Grinstead in Sussex war 1792 sein erstes eigenständiges Werk. 1793 wurde in der Nähe das Ashdown House gebaut. Beide Häuser stehen noch. Im Jahr 1795 wanderte er, nach dem Tod seiner Frau und einer persönlichen Krise, nach Amerika aus, wo er große Berühmtheit als einer der ersten professionellen Architekten erlangen sollte, der in den Staaten arbeitete. Er kam in Norfolk (Virginia) an, arbeitete zuerst dort, dann in Richmond (Virginia) am Gefängnis Virginia State Penitentiary. Er befreundete sich mit Bushrod Washington und lernte durch ihn 1796 auch dessen Onkel, den ersten Präsidenten George Washington kennen. Er lieferte diverse, nicht ausgeführte Entwürfe für Häuser und beteiligte sich an Renovierungen. 1798 wurde sein Entwurf für die Bank of Pennsylvania in Philadelphia ausgesucht, dem ersten im Greek Revival ausgeführten Gebäude der USA (1870 abgerissen).
Latrobe wurde zweimal zum amtierenden Architekten des Kapitols ernannt. Präsident Jefferson ernannte ihn 1803, um die Arbeit am Kapitolsgebäude zu übernehmen, die William Thornton begonnen hatte. Nach dem Krieg von 1812 wurde das Kapitol von britischen Truppen niedergebrannt, worauf Präsident James Madison Latrobe für den Wiederaufbau erneut ernannte.
Latrobe wirkte so stilbildend, dass öffentliche Architektur in den Vereinigten Staaten fast immer im Greek-Revival-Stil ausgeführt wurde. Er beklagte zum Spaß, dass, nachdem er das Wasserwerk und die Bank von Pennsylvania gebaut hatte, die ganze Stadt ihn kopierte und sein Einfluss auf die öffentliche Architektur andauerte.
1814 schloss sich Latrobe mit Robert Fulton für ein Dampfschiff-Projekt in Pittsburgh zusammen. Als Ingenieur war er auch verantwortlich für die Wasserversorgung von Philadelphia und, zusammen mit seinem Sohn, dem Bauingenieur Henry Sellon Boneval Latrobe, in New Orleans, wo er 1820 an Gelbfieber starb. Sein anderer Sohn, John Hazelhurst Boneval Latrobe (1803–1891), wurde Syndikus der Baltimore and Ohio Railroad und war 1853–1891 ehrenamtlicher Präsident der American Colonization Society.
Zu seinen Schülern gehörte Robert Mills.

## Werke (Auswahl)
- Das Kapitol, Washington, D.C., 1793–1823 (Vollendung des von William Thornton entworfenen Baues und Wiederaufbau nach dem Krieg von 1812)
- Die Säulenvorhallen des Weißen Hauses (das 1792 von James Hoban entworfen worden war)
- Die Bank of Pennsylvania in Philadelphia, 1798 (abgerissen 1870)
- Amerikas erste katholische Kathedrale, die Basilica of the National Shrine of the Assumption of the Blessed Virgin Mary in Baltimore, 1806–1821
- St. John's Episcopal Church, 1814–16
- Decatur House in Washington
- Die Pope Villa in Lexington (Kentucky)
- Adena Mansion in Chillicothe

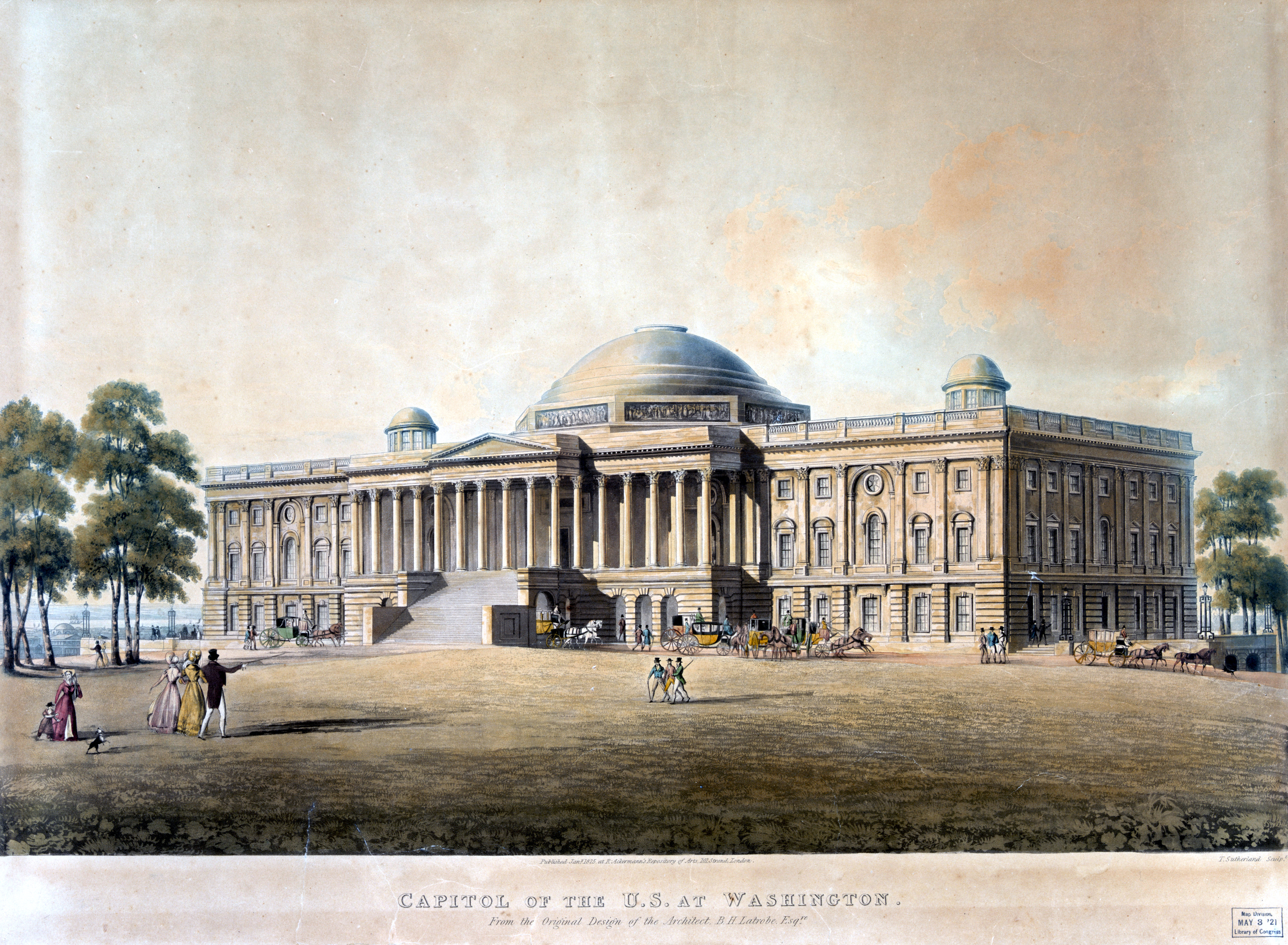
United States Capitol, Washington, D.C. (1825)
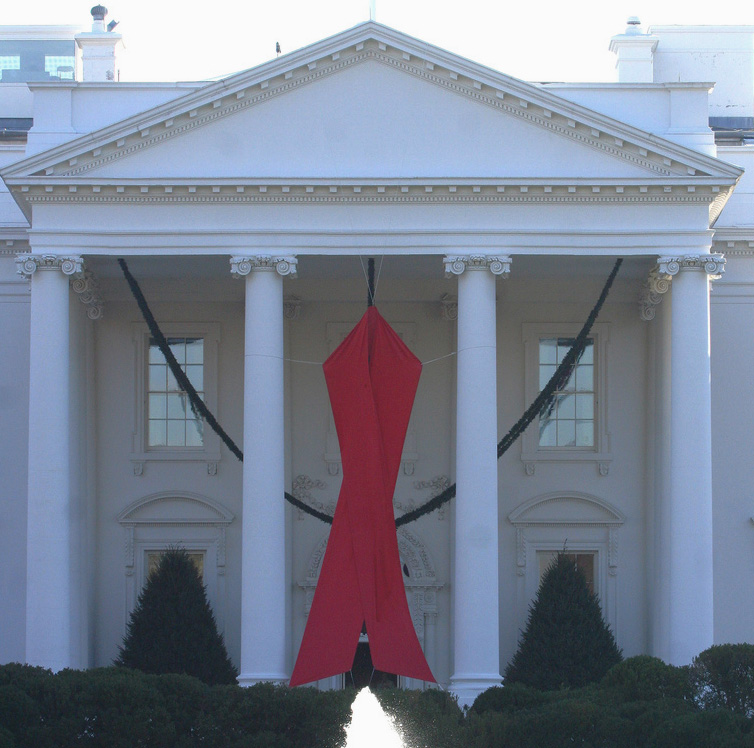
Weißes Haus, nördliche Säulenvorhalle
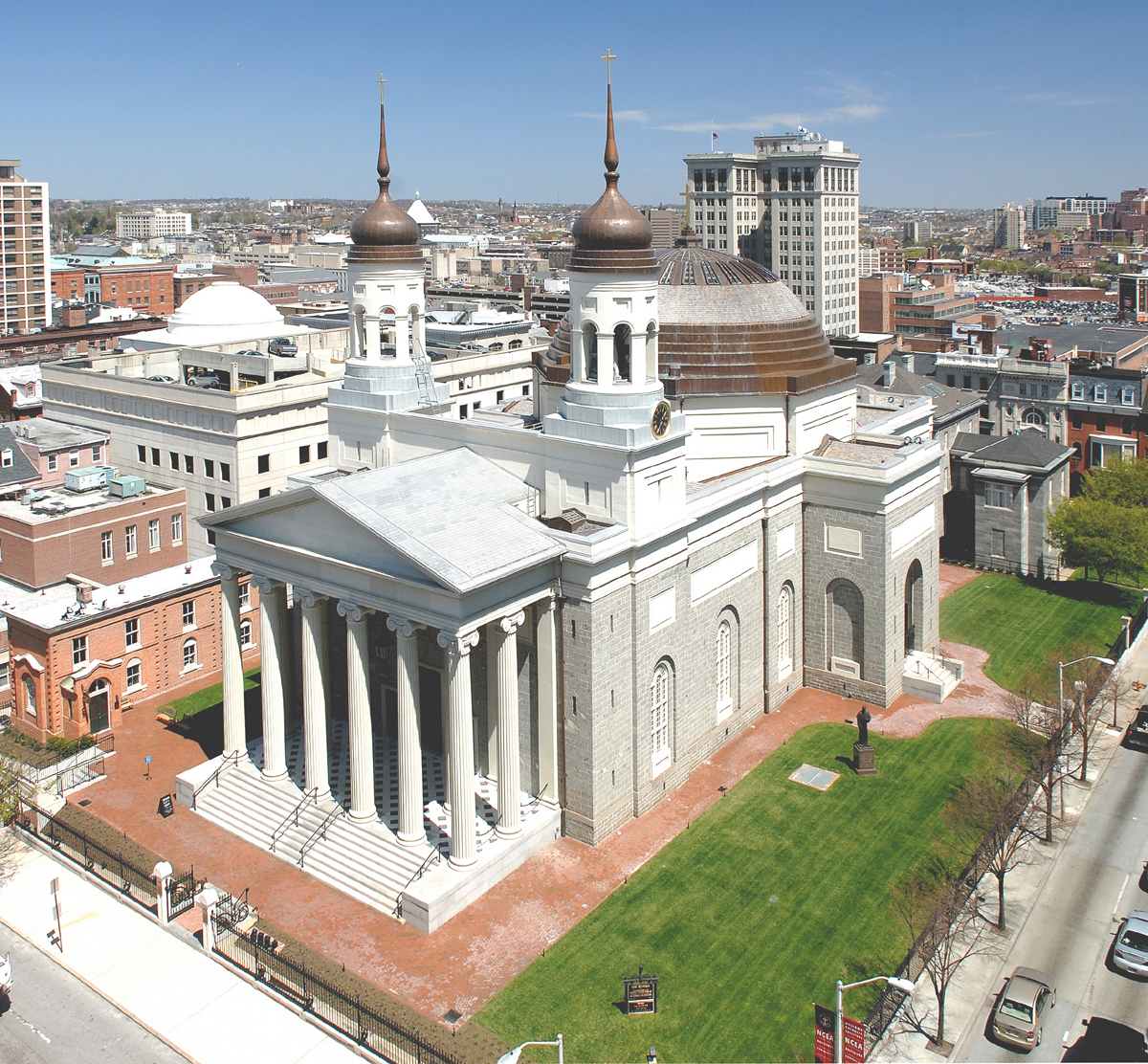
Basilica of the Assumption, Baltimore
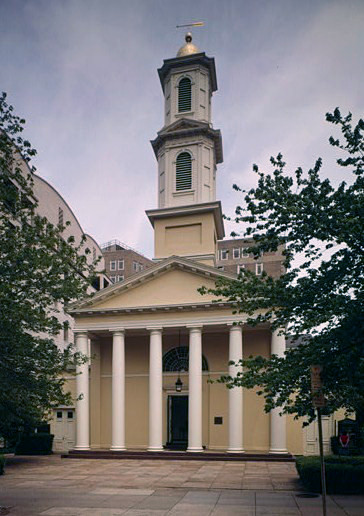
St. John's Episcopal Church, Washington, D.C.
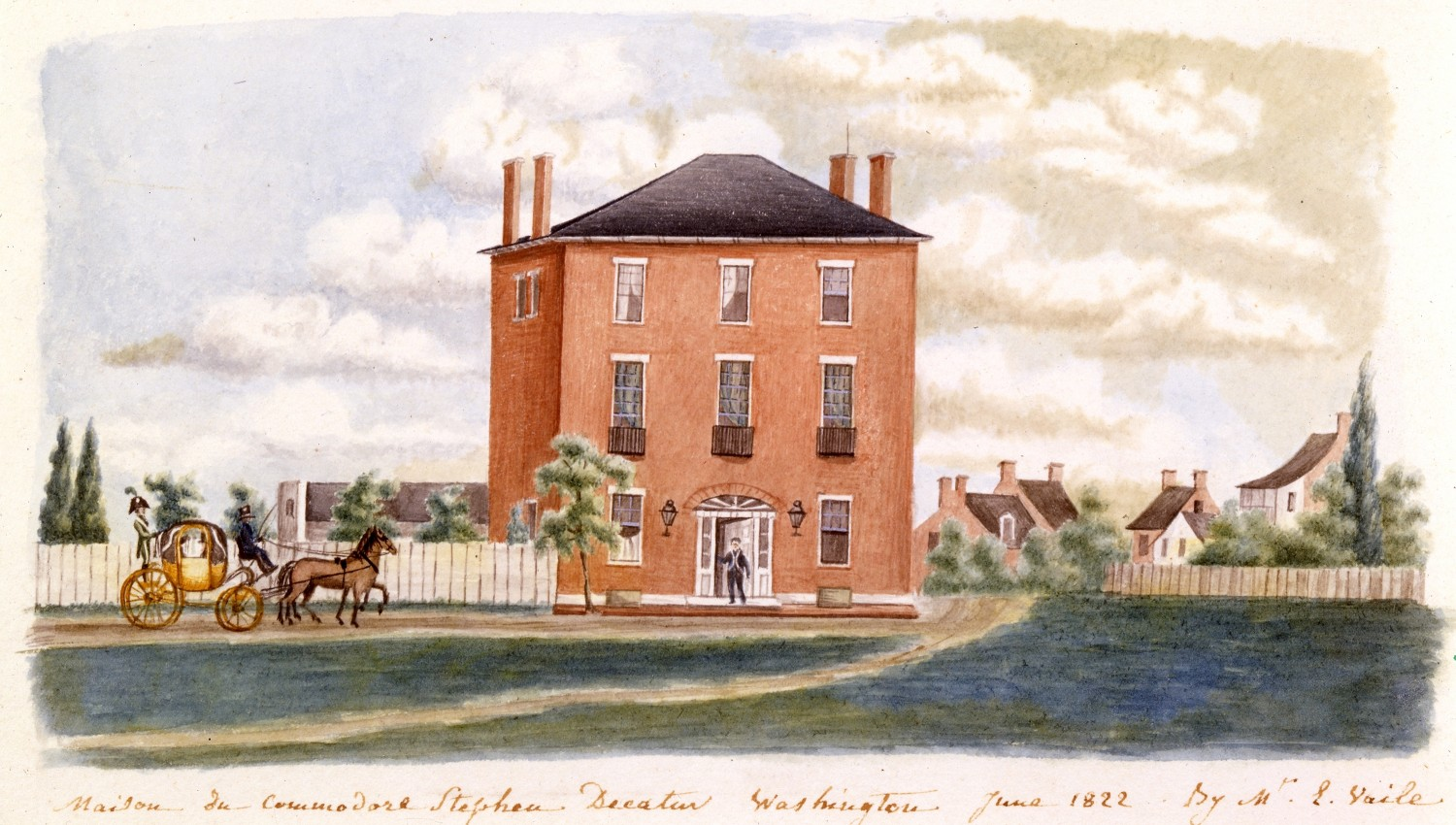
Decatur House in Washington
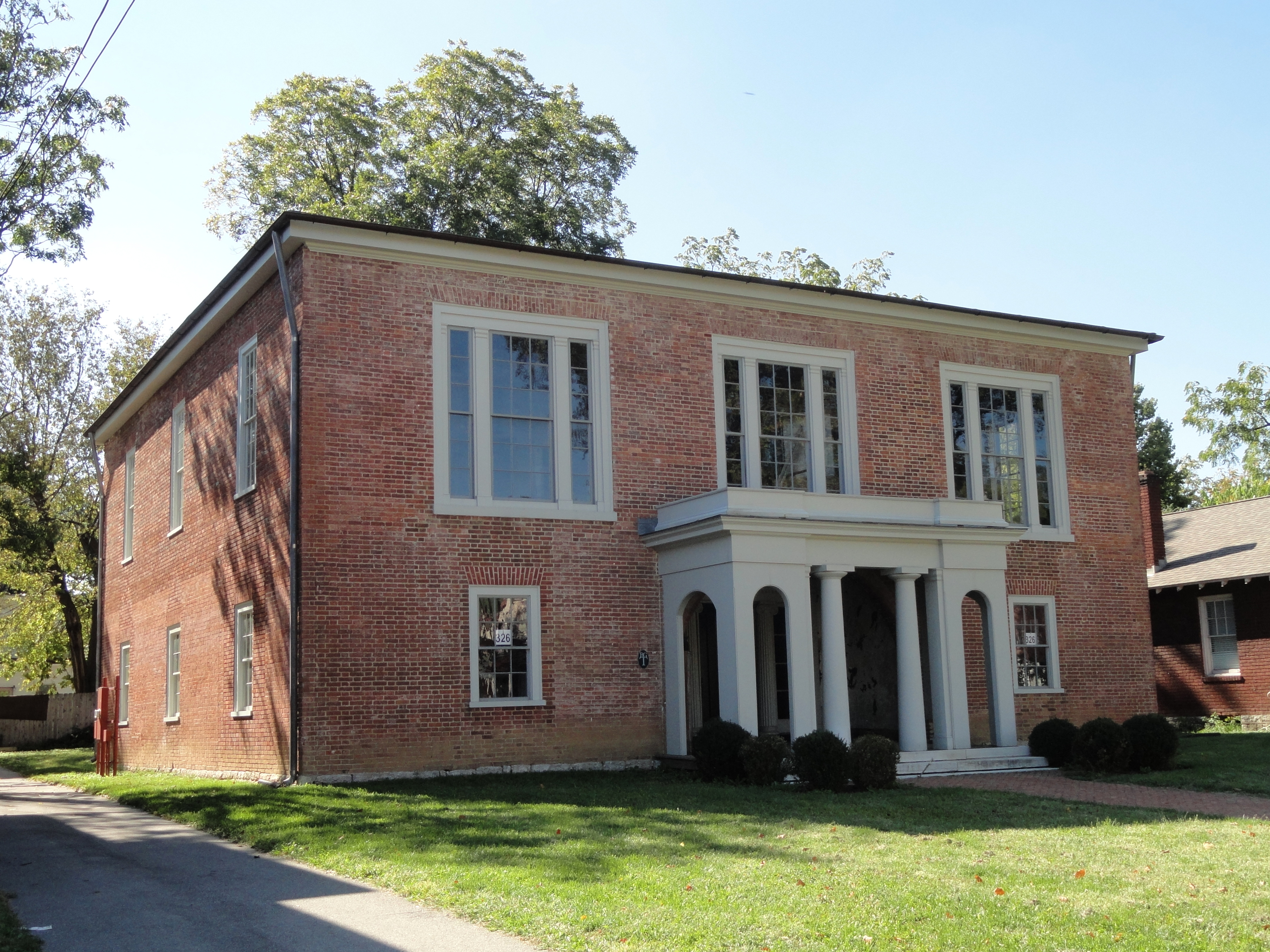
Pope Villa in Lexington (Kentucky)
Adena Mansion in Chillicothe